# Szandra Lajtos
Szandra Lajtos (née à Szeged le 22 juillet 1986) est une patineuse de vitesse sur piste courte hongroise.

## Biographie
Elle commence sa carrière internationale dans la saison 2000-2001.
Elle participe aux épreuves de patinage de vitesse sur piste courte aux Jeux olympiques de 2002, où elle finit 28e du 500 mètres et 19e du 1000 mètres. Elle a quinze ans à l'époque, étant la plus jeune athlète de la délégation hongroise et des épreuves de patinage de vitesse sur piste courte.
En 2006, elle ne participe pas aux Jeux olympiques. La même saison, elle remporte pourtant le bronze aux Championnats d'Europe au relais féminin.
Aux Jeux olympiques de 2010, elle est remplaçante du relais féminin mais ne patine pas. L'année suivante, elle a l'argent aux Championnats d'Europe pour le relais féminin et le bronze aux Universiades d'hiver. En 2012, l'équipe hongroise remporte le bronze aux Championnats d'Europe.
Aux Jeux olympiques de 2014, elle participe au relais féminin pour la Hongrie et l'équipe finit sixième. L'équipe inclut aussi Rózsa Darázs, Bernadett Heidum, Andrea Keszler et Zsófia Kónya. Elle est porte-drapeau de la Hongrie à la cérémonie de fermeture des Jeux. Quelques semaines plus tard, aux Championnats d'Europe, elle fait partie de l'équipe de relais qui obtient le bronze.
Elle obtient deux dernières médailles de bronze au relais en championnats d'Europe et aux Universiades d'hiver en 2015.